# Campeonato Europeo de Esgrima de 1999
El XII Campeonato Europeo de Esgrima se realizó en Bolzano (Italia) entre el 21 y el 27 de junio de 1999 bajo la organización de la Confederación Europea de Esgrima (CEE) y la Federación Italiana de Esgrima.
Las competiciones se realizaron en el Pabellón Palaonda de la ciudad italiana.

## Medallistas

### Masculino
| Evento              | Oro                                                                              | Plata                                                                         | Bronce                                                                                 |
| ------------------- | -------------------------------------------------------------------------------- | ----------------------------------------------------------------------------- | -------------------------------------------------------------------------------------- |
| Florete individual  | Salvatore Sanzo · Italia                                                         | Sławomir Mocek · Polonia                                                      | Márk Marsi · Hungría · Javier Menéndez · España                                        |
| Florete por equipos | Salvatore Sanzo · Alessandro Puccini · Daniele Crosta · Gianmarco Amore · Italia | Antoine Mercier Laurent Bel Franck Boidin Jérôme Weibel Francia               | Adam Krzesiński · Piotr Kiełpikowski · Sławomir Mocek · Wojciech Szuchnicki · Polonia  |
| Espada individual   | Rémy Delhomme Francia                                                            | Alfredo Rota · Italia                                                         | Pavel Kolobkov · Rusia · Bartłomiej Kurowski · Polonia                                 |
| Espada por equipos  | Sandro Cuomo · Paolo Milanoli · Alfredo Rota · Davide Schaier · Italia           | Hugues Obry Éric Srecki Jean-François Di Martino Rémy Delhomme Francia        | Arnd Schmitt · Marc-Konstantin Steifensand · Jörg Fiedler · Michael Flegler · Alemania |
| Sable individual    | Wiradech Kothny · Alemania                                                       | Luigi Tarantino · Italia                                                      | Victor Găureanu · Rumania · Julien Pillet · Francia                                    |
| Sable por equipos   | Mathieu Gourdain Julien Pillet Cédric Séguin Damien Touya Francia                | Victor Găureanu · Florin Lupeică · Constantin Sandu · Mihai Covaliu · Rumania | Raffaello Caserta · Giampiero Pastore · Luigi Tarantino · Antonio Terenzi · Italia     |

### Femenino
| Evento              | Oro                                                                                     | Plata                                                                     | Bronce                                                                   |
| ------------------- | --------------------------------------------------------------------------------------- | ------------------------------------------------------------------------- | ------------------------------------------------------------------------ |
| Florete individual  | Valentina Vezzali · Italia                                                              | Monika Weber · Alemania                                                   | Laura Badea · Rumania · Annamaria Giacometti · Italia                    |
| Florete por equipos | Diana Bianchedi · Annamaria Giacometti · Giovanna Trillini · Valentina Vezzali · Italia | Roxana Scarlat · Reka Lazăr-Szabo · Laura Badea · Claudia Vanță · Rumania | Aida Mohamed · Edina Knapek · Gabriella Lantos · Katalin Varga · Hungría |
| Espada individual   | Imke Duplitzer · Alemania                                                               | Elisa Uga · Italia                                                        | Claudia Bokel · Alemania · Denise Holzkamp · Alemania                    |
| Espada por equipos  | Cristiana Cascioli · Elisa Uga · Sara Cometti · Margherita Zalaffi · Italia             | Mariya Mazina · Natalia Ivanova · Tatiana Fajrutdinova · Rusia            | Adrienn Hormay · Tímea Nagy · Hajnalka Tóth · Emese Takács · Hungría     |
| Sable individual    | Yelena Jemayeva Azerbaiyán                                                              | Cécile Argiolas Francia                                                   | Natalia Makeyeva · Rusia · Edina Csaba · Hungría                         |

## Medallero
| Núm. | País       | Oro | Plata | Bronce | Total |
| ---- | ---------- | --- | ----- | ------ | ----- |
| 1    | Italia     | 6   | 3     | 2      | 11    |
| 2    | Francia    | 2   | 3     | 1      | 6     |
| 3    | Alemania   | 2   | 1     | 3      | 6     |
| 4    | Azerbaiyán | 1   | 0     | 0      | 1     |
| 5    | Rumania    | 0   | 2     | 2      | 4     |
| 6    | Polonia    | 0   | 1     | 2      | 3     |
| 6    | Rusia      | 0   | 1     | 2      | 3     |
| 8    | Hungría    | 0   | 0     | 4      | 4     |
| 9    | España     | 0   | 0     | 1      | 1     |
|      | TOTAL      | 11  | 11    | 17     | 39    |